# Moravcsik Gyula
Moravcsik Gyula (Budapest, 1892. január 29. – Budapest, 1972. december 10.) Kossuth-díjas bizantinológus, egyetemi tanár, a Magyar Tudományos Akadémia rendes tagja. Fia Moravcsik M. Gyula (Julius) (1931–2009) filozófus, a Stanford Egyetem professzora, az MTA külső tagja; lánya Moravcsik Edit nyelvész, professzor, szintén az MTA külső tagja.

## Életútja

### Ifjúkora és tanulmányai
Értelmiségi családból származott. Nagyapja Moravcsik Mihály (1824–1904) evangélikus esperes-lelkész. Középiskolai tanulmányait kitüntetéses érettségivel fejezte be a Fasori Gimnáziumban. A budapesti Pázmány Péter Tudományegyetem Bölcsészettudományi Karán magyar–latin–görög szakon tanult, felvették az Eötvös József Collegiumba. 1911-ben Rómában, 1913-ban Münchenben és Párizsban járt tanulmányúton. 1914-ben görög–latin szakos tanári szakvizsgát tett.
Nem sokkal később megkapta a behívót a hadseregbe. Az orosz fronton harcolt, hamarosan fogságba esett. 1915 és 1920 között Krasznojarszkban és Irkutszkban raboskodott. A hadifogságban megtanult oroszul, újgörögül és törökül (utóbbi nyelvtanáról összeállítást is készített), valamint elmélyítette filozófiai és filológiai ismereteit. 1925. március 31-én Budapesten, a Terézvárosban feleségül vette Fleissig Editet (1904–1992), Fleissig Sándor bankigazgató és Drucker Malvina lányát.

### Szakmai pályafutása
Hazatérése után egy évig a Mária Terézia Leánygimnázium helyettes, majd 1921-től 1923-ig rendes tanáraként dolgozott. 1923 és 1936 között az Eötvös József Collegium tanára volt. 1924-ben a középkori görög filológia egyetemi magántanára, 1932-ben a görög filológia címzetes nyilvános rendkívüli, 1936-ban nyilvános rendkívüli tanára lett. 1950 és 1967 között tanszékvezetőként tevékenykedett.
Gyakran szerepelt nemzetközi bizantinológiai kongresszusokon. 1930–1931-ben és 1934–1935-ben Görögországban, 1958-ban fél évig az Amerikai Egyesült Államokban kutatott.

## Munkássága

### Tudományos munkássága
Főként a bizánci történelem kutatásában ért el jelentős eredményeket, de klasszika-filológusként is számottevő munkásságot fejtett ki. Tanulmányai, szintézisei a magyaron kívül németül, franciául, görögül, oroszul, angolul és olaszul jelentek meg.
Tudományos érdeklődésére nagy hatással volt a magyar nyelv bolgár és török jövevényszavait kutató Gombocz Zoltán. Moravcsik A csodaszarvas mondája a bizánci íróknál című doktori értekezését az Egyetemes Philologiai Közlönyben tette közzé 1914-ben. Több tanulmányban és kötetben (Álmos neve Konstantinos Porphyrogennetosnál, 1926; Árpád 894. évi vezértársának neve, 1931; A magyar történet bizánci forrásai, 1934; Bölcs Leó Taktikája mint magyar történeti forrás, 1951; Bizánci krónikák a honfoglalás előtti magyarságról, 1957) publikálta és dolgozta fel a magyar történelemre vonatkozó bizánci forrásokat. Lefordította és kiadta Bíborbanszületett Konstantin a magyar honfoglalás korára vonatkozóan alapvető jelentőségű A birodalom kormányzásáról című művét.
A 11–12. századi magyar–bizánci egyházi és politikai kapcsolatokkal foglalkozott Görögnyelvű monostorok Szent István korában (1938), Szent László leánya és a bizánci Pantokrator-monostor (1923), III. Béla és a byzánci birodalom Mánuel halála után (1933) és Pour une alliance byzantino–hongroise. Seconde moitié du XIIe siècle (1933) című tanulmányaiban. A diplomáciai kapcsolatok kései szakaszát dolgozta fel 1954-es Ungarisch–byzantinische Beziehungen zur Zeit des Falles von Byzanz, a magyar–bizánci kapcsolatok általános történetét 1953-as Bizánc és a magyarság, 1956-os Die byzantinische Kultur und das mittelalterliche Ungarn, 1958-as Die Problematik der byzantinisch–ungarischen Beziehungen, 1965-ös Hungary and Byzantium in the Middle Ages és 1970-es Byzantium and the Magyars című írásaiban.

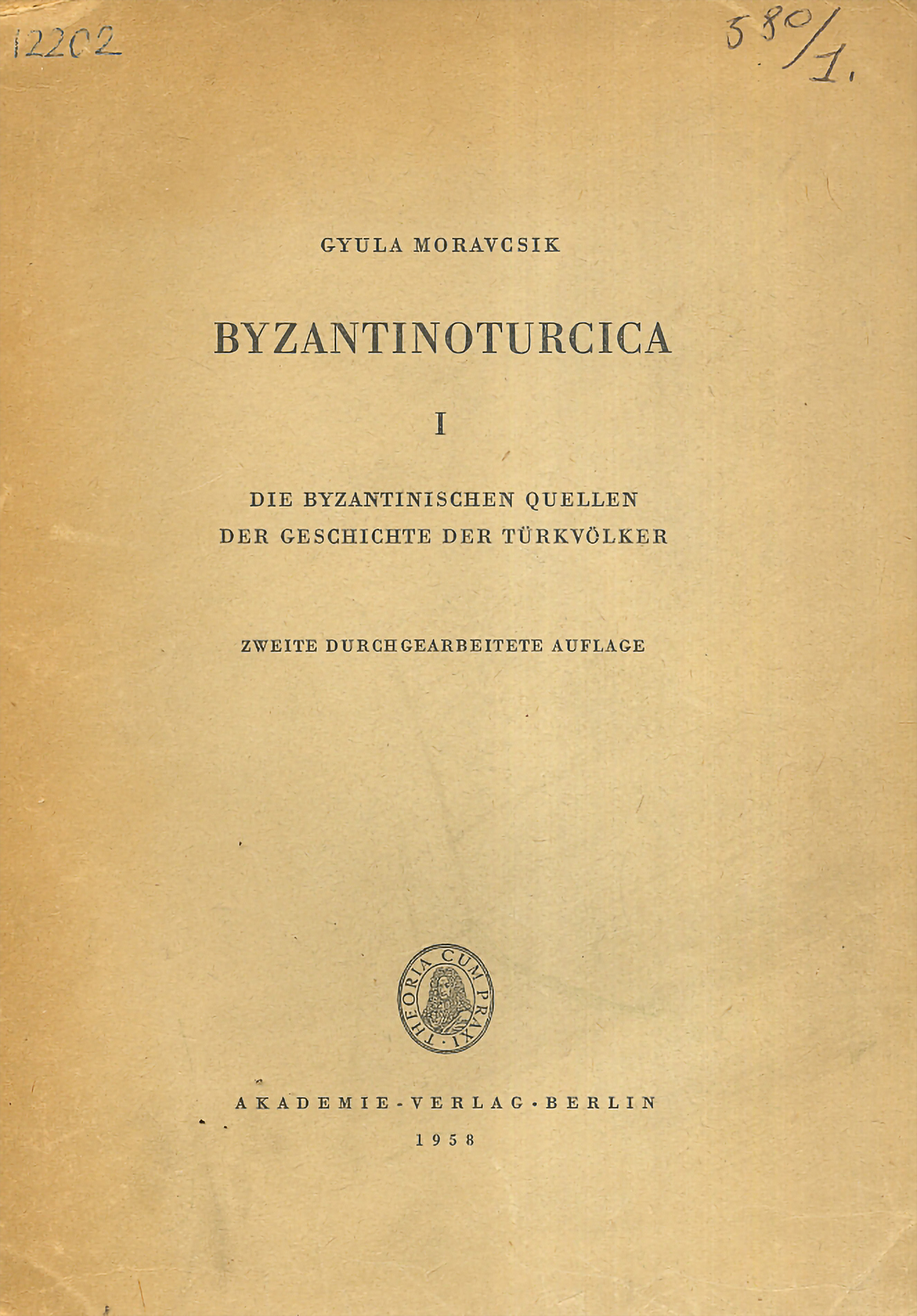
Byzantinoturcica I by Gyula Moravcsik

Legismertebb és a nemzetközi szakirodalomban legtöbbet idézett műve a kétkötetes Byzantinoturcica, amelyet a tudományos közvélemény a bizantinológiát megalapító Karl Krumbacher Geschichte der byzantinischen Literatur című alapvető kézikönyve mellett emlegetett. Moravcsik e művében összegezte a bizánci források török névanyagára vonatkozó kutatásokat, a nyelvemlékek betűrendes jegyzékét adta magyarázatok és teljességre törekvő bibliográfia kíséretében. A Byzantinoturcica először a második világháború idején Magyarországon, majd 1958-ban a Német Demokratikus Köztársaság Tudományos Akadémiájának kiadásában látott napvilágot.
Moravcsik foglalkozott Konstantinápoly etnikai összetételével, a besenyő és orosz vonatkozású bizánci feljegyzésekkel, a bizánci–kazár viselettörténeti kapcsolatokkal, bizánci politikai-ideológiai és jogtörténeti kérdésekkel is. Tudománytörténeti munkái közül kiemelendők A görög és latin filológia magyar feladatai (1933), Les tâches actuelles de la byzantinologie (1949), L’état et les tâches de la byzantinologie (1955), A szovjet bizantinológia (1951), Byzantinologie, Byzantiologie oder Byzantologie (1957), Byzantinologie et hellénologie (1965), A magyar bizantinológia helyzete és feladatai (1965) című tanulmányai. 1929 és 1965 között rendszeresen referált a magyar bizantinológia eredményeiről a nemzetközi szakfolyóiratokban. Bevezetés a bizantinológiába című tankönyve görög szakos hallgatók nemzedékeit ismertette meg a tudományterület alapjaival.
Ő írta a Dézsi Lajos-féle Világirodalmi lexikon bizánci irodalommal foglalkozó cikkeit. A Magyar–Görög Tanulmányok című sorozat szerkesztője és 1951-től az Acta Archeologica főszerkesztője volt.

### Oktatói munkássága
Tanítványainak megjelenési lehetőséget biztosított az általa szerkesztett kiadványokban. Az 1960-as évek elején többjüket tanulmányútra, előadástartásra küldte az NDK-ba. Bár nagy hangsúlyt fektetett a magas színvonalú tudományos utánpótlás képzésére, legtehetségesebb hallgatói vagy fiatalon elhunytak, vagy más pályát választottak végül. Oktatói pályafutása végén, 1967 nyarán – megfelelő utód hiányában – Görög Filológiai Tanszékét összevonták a Latin Filológiai Tanszékkel.

## Díjai, elismerései
1934. május 11-én a Magyar Tudományos Akadémia levelező, 1945. május 30-án rendes tagjává választották. 1958-tól 1963-ig a Magyar Ókortudományi Társaság alelnöke, 1964 és 1969 között elnöke volt.
1942-ben a Bolgár, 1954-ben a Bajor, 1955-ben az NDK, 1964-ben az Osztrák Tudományos Akadémia külső levelező tagja lett. 1965-ben a Szerb Tudományos és Művészeti Akadémia, 1966-ban az Athéni Akadémia választotta külső tagjává. A szintén athéni Bizantinológiai Társaság 1930-ban fogadta tagjai közé. 1948-tól a Nemzetközi Papirológiai Társaság, 1963-tól a Nemzetközi Bizantinológiai Társaság tiszteleti tagja volt. Utóbbi szervezetben 1964-től az alelnöki posztot is betöltötte. 1937-ben az athéni egyetem tiszteletbeli doktorává avatták.
1932-ben a Magyar Tudományos Akadémia Sámuel–Kölber-díjában, 1948-ban Nagyjutalmában részesült. 1968-ban az Ókortudományi Társaság Ábel Jenő-emlékérmével jutalmazták. Életművéért 1949-ben a Kossuth-díj ezüst fokozatával tüntették ki. 1950-ben megkapta a Magyar Népköztársasági Érdemrend IV. fokozatát, 1954-ben az Oktatásügy Kiváló Dolgozója címet, 1972-ben a Munka Érdemrend arany fokozatát. Ezeken kívül görög, bolgár és nyugatnémet állami kitüntetések birtokosa volt.

## Főbb művei
- Szent László leánya és a bizánci Pantokrator-monostor (Budapest – Konstantinápoly, 1923)
- Az onogurok történetéhez (Budapest, 1930; reprint 1977)
- A magyar történet bizánci forrásai (Budapest, 1934, A Magyar Történettudomány Kézikönyve)
- A magyar szent korona görög feliratai (Budapest, 1935)
- Görög költemény a várnai csatáról (Budapest, 1935)
- A papiruszok világából (Budapest, 1942)
- Byzantinoturcica I–II. (Budapest, 1942–1943; átdolgozva és bővítve Berlin, 1958)
- Konstantinos Porphyrogennetos: De administrando imperio (Budapest, 1949, 1962)
- Bizánc és a magyarság (Budapest, 1953)
- Die byzantinische Kultur und das mittelalterliche Ungarn (Berlin, 1955)
- Miről vallanak a papiruszok? (1961)
- Bevezetés a bizantinológiába (Budapest, 1966, 1989; németül: Einführung in die Byzantinologie Budapest – Darmstadt, 1976)
- Studia Byzantina (Budapest – Amszterdam, 1967)
- Byzantium and the Magyars (Budapest – Amszterdam, 1970)
- Az Árpád-kori magyar történet bizánci forrásai (Budapest, 1984, 1988)